# 伊藤空也
伊藤 空也（いとう くうや、1996年10月7日 - ）は、日本の男性総合格闘家。長野県岡谷市出身。BRAVE所属。元GRACHANバンタム級王者。現Eternal MMAバンタム級王者。

## 来歴
小学生の時に禅道会で空手を習い始め、全日本空手道選手権軽量級優勝の経験を持つ。16歳でGLADIATORでプロデビュー後、2016年からGRACHANに参戦。2017年12月から6連勝をマーク。格闘技に専念する為に3年務めた会社を退職し上京し、BRAVEの宮田和幸に内弟子として弟子入りした。
2020年9月22日、GRACHAN 45のGRACHANバンタム級王座決定戦にて獅庵と対戦し、3-0の判定勝ちを収め王座獲得に成功した。
2021年6月7日、RIZIN初出場となったRIZIN.29のRIZINバンタム級JAPANグランプリ 1回戦にて金太郎と対戦し、0-3の判定負けを喫した。
2022年3月6日、RIZIN LANDMARK vol.2で魚井フルスイングと対戦し、タックルからテイクダウンを奪うなど試合を有利に進め3-0の判定勝ちを収めた。

## 人物
- 趣味はプラモデル製作とカフェ巡り[5]。

## 戦績

### 総合格闘技
| 総合格闘技 戦績 | 総合格闘技 戦績 | 総合格闘技 戦績 | 総合格闘技 戦績 | 総合格闘技 戦績 | 総合格闘技 戦績 | 総合格闘技 戦績 |
| --------------- | --------------- | --------------- | --------------- | --------------- | --------------- | --------------- |
| 27 試合         | (T)KO           | 一本            | 判定            | その他          | 引き分け        | 無効試合        |
| 17 勝           | 4               | 0               | 13              | 0               | 1               | 0               |
| 9 敗            | 3               | 3               | 3               | 0               | 1               | 0               |

| 勝敗 | 対戦相手           | 試合結果                            | 大会名                                                 | 開催年月日     |
| ×    | シン・カイ・シオン | 5分3R終了 判定0-3                   | Road to UFC Season 4 【バンタム級トーナメント1回戦】   | 2025年5月22日  |
| ○    | TSUNE              | 3R 4:27 TKO（グラウンドパンチ）     | GRACHAN HELIOS 【GRACHANバンタム級タイトルマッチ】     | 2024年12月22日 |
| ○    | ロッド・コスタ     | 5分5R終了 判定2-1                   | Eternal MMA 85 【Eternal MMAバンタム級タイトルマッチ】 | 2024年6月8日   |
| ○    | 田中智也           | 5分2R終了 判定3-0                   | GRACHAN 66                                             | 2023年12月16日 |
| ○    | 高須将大           | 2R 1:47 TKO（グラウンドパンチ）     | GRACHAN 65                                             | 2023年10月15日 |
| ○    | 安部路人           | 5分2R終了 判定3-0                   | GRACHAN 61                                             | 2023年5月14日  |
| ○    | イ・ハンヒョン     | 5分2R終了 判定3-0                   | GRACHAN 58                                             | 2022年12月4日  |
| ○    | 魚井フルスイング   | 5分3R終了 判定3-0                   | RIZIN LANDMARK vol.2                                   | 2022年3月6日   |
| ×    | 手塚基伸           | 1R 0:52 腕ひしぎ十字固め            | GRACHAN 52 【GRACHANバンタム級タイトルマッチ】         | 2021年12月19日 |
| ×    | 金太郎             | 5分3R終了 判定0-3                   | RIZIN.29 【RIZINバンタム級JAPANグランプリ1回戦】       | 2021年6月27日  |
| ○    | 獅庵               | 5分3R終了 判定3-0                   | GRACHAN 45 【GRACHANバンタム級王座決定戦】             | 2020年9月22日  |
| ×    | キム・サンウォン   | 1R TKO（パンチ）                    | BRAWL INTERNATIONAL 1                                  | 2020年3月13日  |
| ○    | 山内雄輔           | 5分2R終了 判定3-0                   | GRACHAN 42×GLADIATOR 011                               | 2019年11月21日 |
| ○    | 拓MAX              | 5分2R終了 判定2-0                   | GRACHAN 41×1MC 横須賀大会                              | 2019年10月20日 |
| ○    | 佐々木郁弥         | 5分2R終了 判定3-0                   | GRACHAN 40 × BFC vol3                                  | 2019年6月2日   |
| ○    | 遠藤来生           | 5分2R終了 判定3-0                   | GRACHAN 36 10周年記念大会                              | 2018年9月9日   |
| ○    | 加藤貴大           | 5分2R終了 判定3-0                   | GRACHAN 34 & BRAVE FIGHT 16                            | 2018年2月25日  |
| ○    | 木口大輔           | 5分2R終了 判定3-0                   | GRACHAN 32                                             | 2017年12月10日 |
| ×    | 飯田健夫           | 1R 1:22 腕ひしぎ三角固め            | GRACHAN 31                                             | 2017年10月15日 |
| ○    | 阿仁鬼             | 2R 4:38 TKO（グラウンドパンチ）     | GRACHAN 29×1MC vol.3                                   | 2017年5月14日  |
| ○    | 直斗               | 5分2R終了 判定3-0                   | WARDOG CAGE FIGHT12 x GRACHAN 27                       | 2017年1月29日  |
| ×    | 結城大樹           | 1R 3:32 リアネイキッドチョーク      | GLADIATOR 002 in OSAKA                                 | 2016年11月23日 |
| ×    | ジョン・ダウン     | 1R 1:39 TKO（グラウンドパンチ）     | WARDOG CAGE FIGHT11                                    | 2016年9月18日  |
| ○    | 上野藤士           | 1R 0:22 KO（右ストレート）          | WARDOG CAGE FIGHT09                                    | 2016年4月29日  |
| △    | こーへー           | 5分2R終了 判定1-0                   | WARDOG CAGE FIGHT08 x GRACHAN 21                       | 2016年1月31日  |
| ×    | 玉木壽成           | 3R 0:49 KO（右ハイキック→パウンド） | WARDOG CAGE FIGHT06                                    | 2015年9月22日  |
| ×    | 仲山周眞           | 5分2R終了 判定0-3                   | DEEP NAGOYA IMPACT 公武堂ファイト                      | 2015年3月8日   |

### グラップリング
| 勝敗 | 対戦相手 | 試合結果           | 大会名                 | 開催年月日    |
| △    | 阿仁鬼   | 5分1R終了 時間切れ | D-SPIRAL27×GRACHAN56.5 | 2022年8月28日 |

### キックボクシング
| キックボクシング 戦績 | キックボクシング 戦績 | キックボクシング 戦績 | キックボクシング 戦績 | キックボクシング 戦績 | キックボクシング 戦績 | キックボクシング 戦績 |
| --------------------- | --------------------- | --------------------- | --------------------- | --------------------- | --------------------- | --------------------- |
| 1 試合                | (T)KO                 | 判定                  | その他                | 引き分け              | 無効試合              |                       |
| 0 勝                  | 0                     | 0                     | 0                     | 0                     | 0                     |                       |
| 1 敗                  | 0                     | 1                     | 0                     | 0                     | 0                     |                       |

| 勝敗 | 対戦相手 | 試合結果       | 大会名                 | 開催年月日    |
| ×    | 基山幹太 | 3R終了 判定0-2 | SHOOTBOXING 2023 act.3 | 2023年6月25日 |

## 獲得タイトル
- 第6代GRACHANバンタム級王座（2020年）
- Eternal MMAバンタム級王座（2024年）

### 試合映像
1. ↑  『【試合映像】金太郎 vs. 伊藤空也 / Kintaro vs. Kuya Ito - RIZIN.29』RIZIN公式YouTubeチャンネル、2021年。

### 補足映像
1. ↑  『【番組】RIZIN CONFESSIONS #76（※番組内で試合映像。伊藤空也と金太郎による試合振り返りドキュメンタリー番組）』RIZIN公式YouTubeチャンネル、2021年。

### 映像資料
1. ↑  GRACHAN31 第10試合 伊藤空也（禅道会）vs飯田健夫（マルスｼﾞﾑ） (試合全容). GRACHAN MMAのYouTubeチャンネル. 28 October 2017.